# 武蔵国府跡
座標: 北緯35度40分8.4秒 東経139度28分47.5秒 / 北緯35.669000度 東経139.479861度

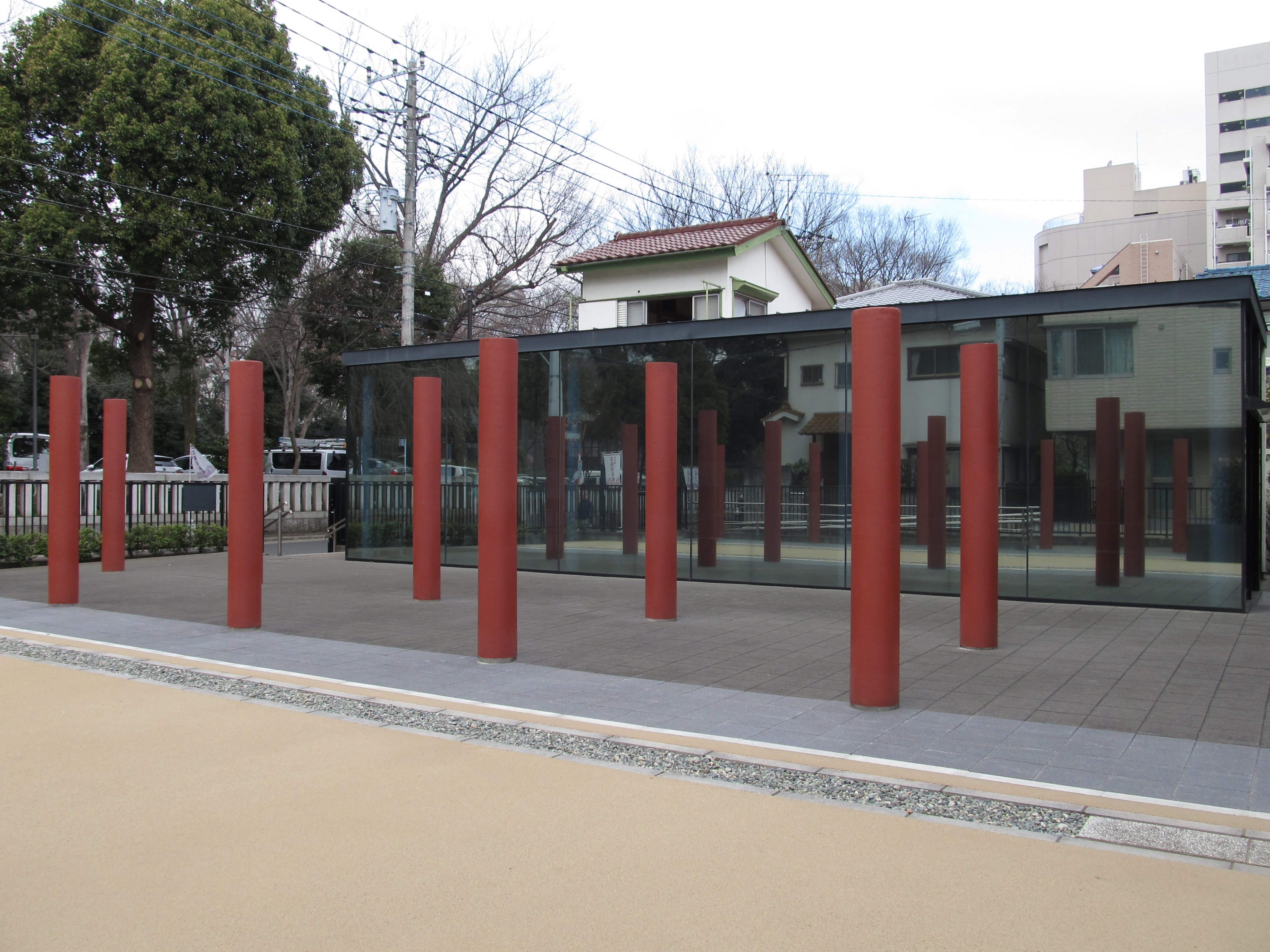
武蔵国府跡（武蔵国衙跡地区）

武蔵国府跡（むさしこくふあと）は、東京都府中市に存在する武蔵国の国府に関する遺跡である。このうち、国衙地区（大國魂神社境内）、国司館地区（国司館跡、（徳川家康の府中御殿跡）が国の史跡に指定されている。

## 概要
【国衙地区】武蔵国の「国衙」（役所群が広がるエリア）の位置については江戸時代以来、いくつかの候補地が挙げられてきたが、1970年代以降盛んになった発掘調査の結果、旧甲州街道の南側や大國魂神社参道の西側などから溝跡が見つかり、現在では、南北300メートル東西200メートルが「国衙」であり、そのうち北寄りの100メートル四方が「国衙」の中枢（国司が儀式や政治を行う場）と考えられている。「国衙」の西半分は大國魂神社境内に相当するが、東半分は宅地化され、住宅が建ち並んでいる。2009年、大國魂神社境内（宮前3丁目1番地）が国の史跡に指定された。また、大國魂神社東隣の一角からは南北に並ぶ2棟の大型建物跡が確認されており、「国衙」中枢の中心建物と見られている。一部の柱跡を再現した「史跡整備地」（宮前2丁目5番地）が整備されている。
【国司館地区】「国衙」の西南にあたる府中本町駅前の一帯で、以前から徳川将軍の御殿跡という伝承のあった地である。2008年に発掘調査が行われ、国司が暮らした国司館（こくしのたち）跡であり、また徳川家康が設けた府中御殿跡であることが確実となった。2011年、国の史跡に追加指定され、「国司館と家康御殿史跡広場」として整備された。
「国衙」周辺には役人の住居、寺社などの関連施設が多く所在する。府中市では「国衙」の周辺、東西6.5キロに及ぶ範囲を「武蔵国府関連遺跡」として、計画的な発掘調査を進めている。

## 武蔵国府
武蔵国府は、府中市に奈良時代の初め頃から平安時代の中頃にかけて置かれ、武蔵国の政治・文化・経済の中心地として栄えていた。
国府の西方に東山道武蔵路、北方に武蔵国分寺、国分尼寺が配置されていた。
国府成立には、府中市内で古墳時代に築かれた古墳群、特に武蔵府中熊野神社古墳と関わりが深いと推測されている。

## 発掘調査

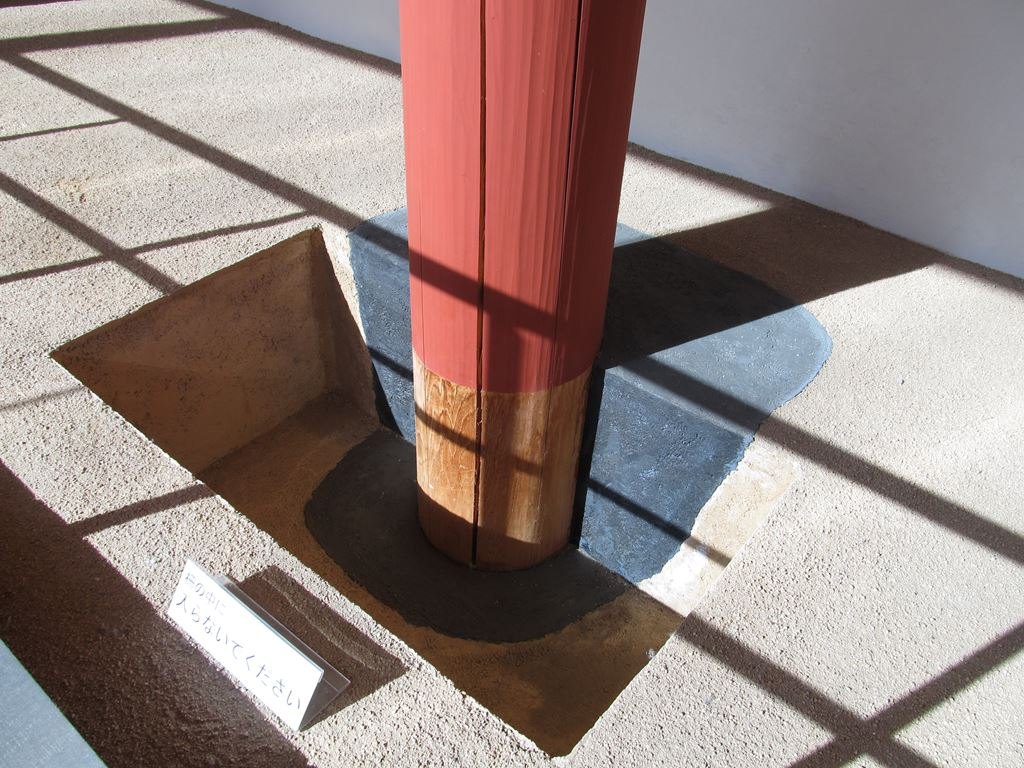
国衙の中枢にあった建物の柱跡

かつて武蔵国府は、「多麻郡に在り」と『和名類聚抄』に記述があるだけで、所在地に関しては諸説あり、正確な位置が不明であった。
1975年（昭和50年）以降の発掘調査により、大國魂神社境内南北溝と旧甲州街道と京所道に挟まれた、南北300メートル東西200メートルの範囲が「国衙」であると判明し、その中の東西南北100メートルの範囲が国衙の中枢だと考えられる。宮町2丁目5番2、宮町3丁目1番1、1番2、1番3、宮町2丁目1番16と同3丁目1番1に挟まれ同3丁目1番1と同3丁目6番3に挟まれるまでの道路敷きを含む場所が武蔵国府跡と指定された。
- 1977年（昭和52年）宮町2-7調査（26次） 大型建物柱穴群を検出。国衙中枢部分と推定[6]。
- 1995年（平成7年）宮町2-27 当初の京所国衙推定地が「多磨寺」であることが判明（国衙東側範囲が絞られる）[6]。
- 2005年（平成17年）宮町2-5（1284次） 国衙中枢が判明（赤塗りの柱）[6]。
- 2011年（平成23年）大國魂神社境内宮之咩神社建て替え調査（1539次）出入りのための「西門」発見[6]。

史跡指定範囲内の宮町2丁目5番2に「史跡整備地」が用意され、「ふるさと府中歴史館」と共に見学する事が可能となっている。
発掘調査は活発で、1400か所以上で行われている。範囲は武蔵野台地上に広がり、中心は武蔵国総社「大國魂神社」（東京都府中市宮町）にある。国府を中心に、東西2.4キロメートル、南北1.2キロメートル範囲内で住居が発掘され、確認されたものだけで4000軒にも及び、7世紀末～8世紀にかけて爆発的に人口が増加した。主な出土品は、瓦、セン（漢字では、土編に専門の「専」と書き、古代のレンガのこと）、円面硯。
国府の主要施設・関連遺跡
- 武蔵国衙跡[11]
- 国司館跡
- 東山道武蔵路
- 関係者の住居跡
- 工房跡（鍛冶工房跡などが見つかっている）
- 墓
- 大國魂神社 旧甲州街道沿いの集落跡
- 東京競馬場の集落跡（縄文時代）
- 高倉古墳群
- 第五小学校周辺の集落跡
- 白糸台古墳群
- 東府中東側の集落跡（縄文時代中期)
- 東府中南側の集落跡（古墳時代前期)
- 朝日町遺跡
- 朝日町神明台遺跡
- 武蔵野公園遺跡
- 浅間山前山遺跡
- 天神町遺跡
- 新町遺跡
- 徳川家康府中御殿跡（御殿・御茶屋） → 「御殿・御茶屋#甲州街道筋」を参照

- 武蔵国分寺跡関連遺跡（武蔵国分寺参道口跡）

## 多磨寺

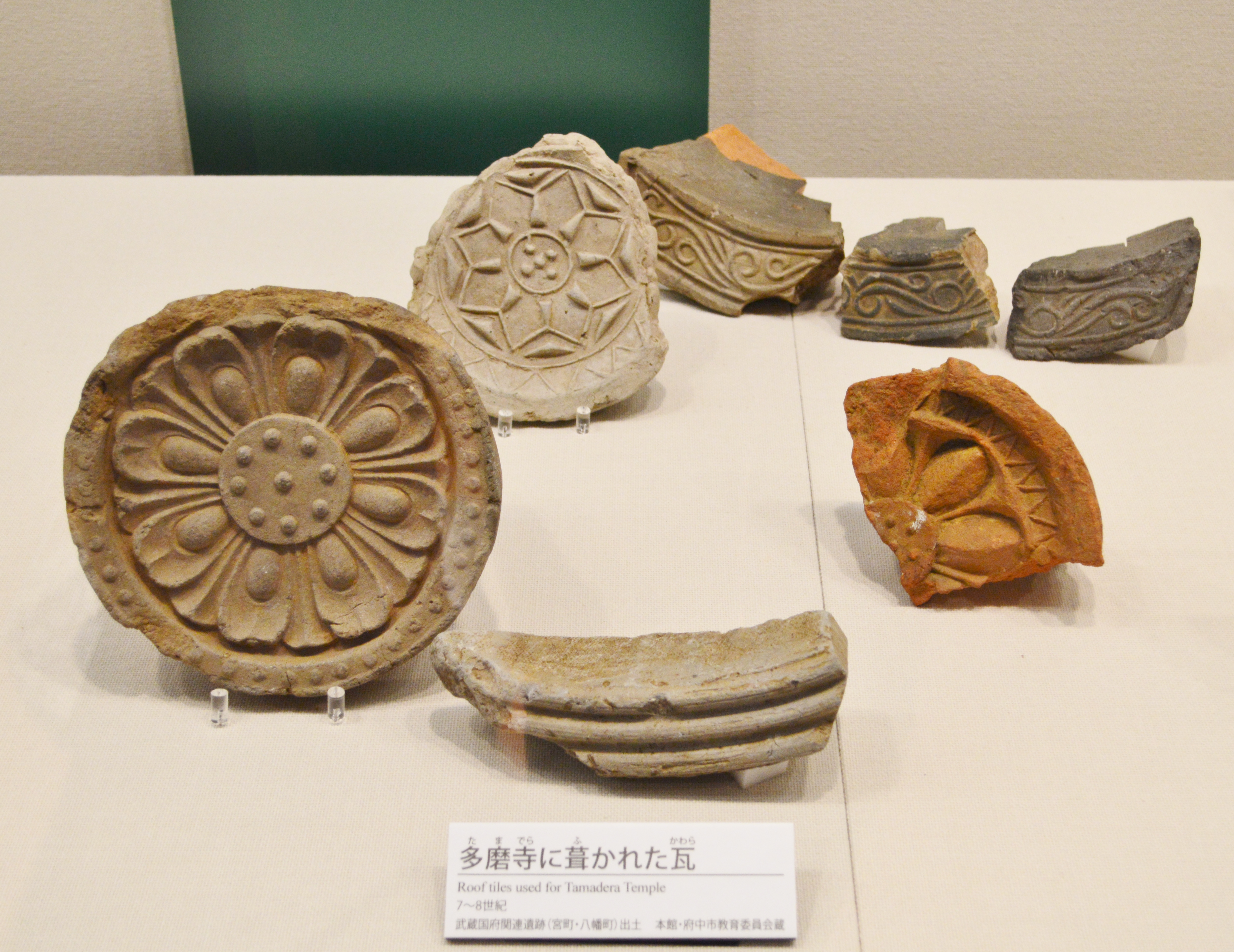
多磨寺跡出土瓦（府中市郷土の森博物館蔵）

猿渡盛厚は、武蔵総社の東方にある塔心礎と古瓦を残す京所廃寺が、官寺的性格を持っていたとしている。仏堂基壇の跡や幟旗を支える機構が確認されており、出土瓦には諸郡名を刻んだものの他に「多寺」と記した文字瓦があるからである。そして古瓦の発掘発見は広範囲にわたるため、その付近一帯に、国分寺の前身に当る二寺と国庁の存在があったと考察している。創建年代は、国衙成立に先行する白鳳時代（7世紀後半から8世紀初頭）。瓦は「ふるさと府中歴史館」に展示。

## 国司館地区

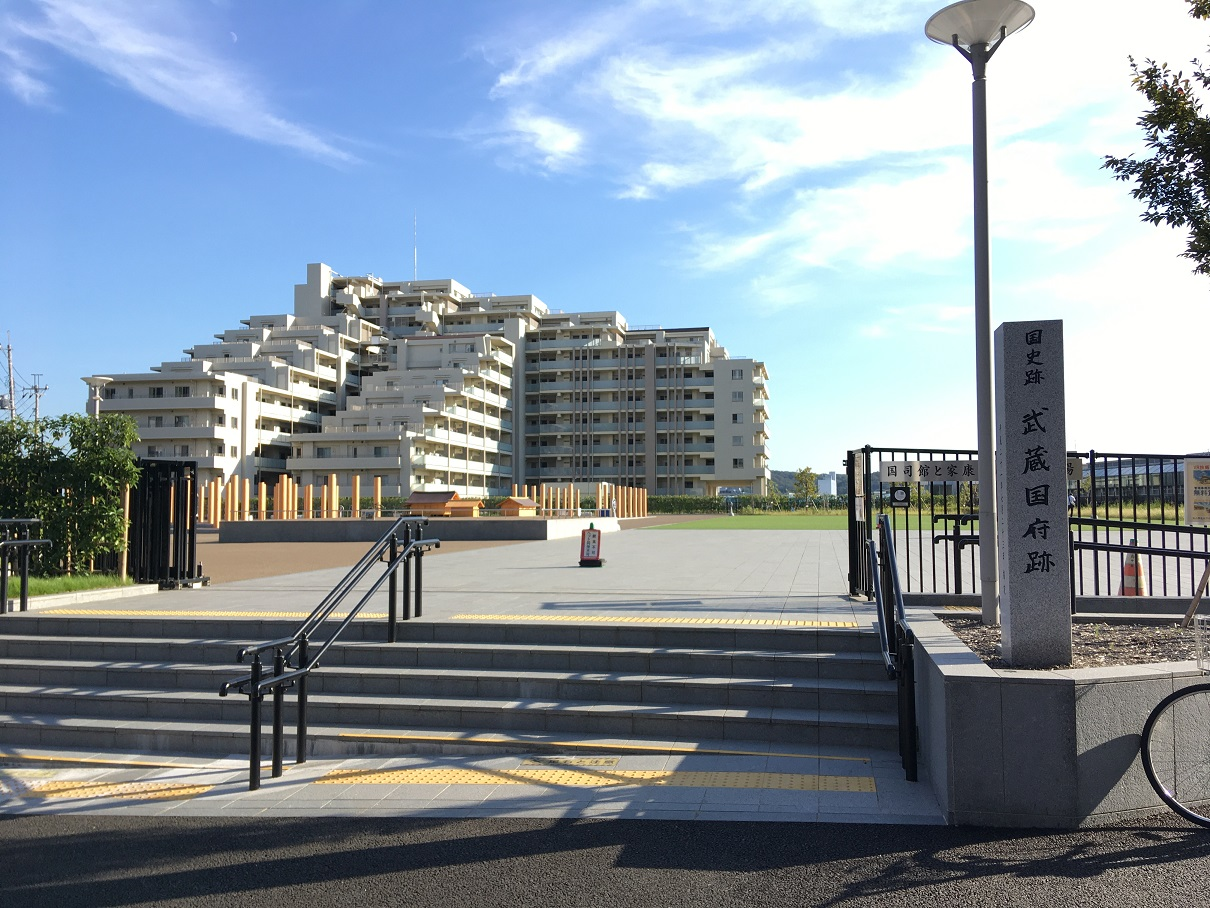
再現された武蔵国府国司居館

府中本町駅のすぐ東側、大國魂神社との間に位置する。西暦700年頃、武蔵国司の館が建てられていた地区。1590年、徳川家康がここに「府中御殿」を築き、徳川秀忠との対談や、鷹狩で度々訪れていた。2008年イトーヨーカドー府中店が店舗複合のため全体発掘調査を行ったことで発見に至っている。その後、イトーヨーカドー府中店は営業を断念し閉店した。

### 府中御殿
1590年建、1646年焼失。府中市本町にある「御殿山」と呼ばれる富士山が見える景勝地の御殿で、発掘されたのは1646年に焼失したもの。徳川家康、徳川秀忠、徳川家光が鷹狩・鮎漁をした際に休憩や宿泊をしたという御殿跡を発掘し、御殿跡は国の史跡に追加指定された。御殿跡の井戸跡からは三つ葉葵紋の鬼瓦片と志野椀等が出土している。なお、元和3年（1617年）に家康の神柩を久能山から日光へ遷した際、神柩は3月21日から翌日にかけて府中御殿に逗留し、各種法要が行われた。府中御殿は茶屋としても使用され、水を汲むために御殿坂を通り多摩川へ至る道は現在でも「御茶屋街道」と呼ばれている。

### 国司館のVR化
2018年（平成30年）11月、国司居館を推定値の10分の1で再現し、『万葉集』などの文献資料を基に、バーチャルリアリティー（VR）で家康の鷹狩などを投影する史跡広場が開設された（記念式典は同月24日）。人物の映像化については、都立農業高校の生徒に依頼。静止画を撮影し、それを基にCG映像を復元した。CG映像は現地で貸し出しているVRゴーグルか、タブレットで見ることが出来る。ゴーグルとタブレットは『武蔵国府スコープ』と名付けられた。

## 参考
- ふるさと府中歴史館（府中市宮町）
- 史跡整備地（現地施設）